# ژاک مارتینو
ژاک مارتینو (فرانسوی: Jacques Martineau‎؛ زادهٔ ۸ ژوئیهٔ ۱۹۶۳) یک کارگردان فیلم، فیلم‌نامه‌نویس اهل فرانسه است.
از فیلم‌ها یا مجموعه‌های تلویزیونی که وی در آن‌ها نقش داشته‌است می‌توان به پاریس ۰۵:۵۹: تئو و اوگو اشاره نمود.